# Сан-Гонсалу-дус-Кампус
Сан-Гонсалу-дус-Кампус (порт. São Gonçalo dos Campos)  —  муниципалитет в Бразилии, входит в штат Баия. Составная часть мезорегиона Северо-центральная часть штата Баия. Находится в составе крупной городской агломерации. Входит в экономико-статистический микрорегион Фейра-ди-Сантана. Население составляет 28 978 человек на 2006 год. Занимает площадь 293,989 км². Плотность населения — 98,6 чел./км².
Праздник города —  28 июля.

## История
Город основан в 1884 году.

## Статистика
- Валовой внутренний продукт на 2003 год составляет 127 551 414,00 реалов (данные: Бразильский институт географии и статистики).
- Валовой внутренний продукт на душу населения на 2003 год составляет 4544,21 реала (данные: Бразильский институт географии и статистики).
- Индекс развития человеческого потенциала на 2000 год составляет 0,667 (данные: Программа развития ООН).